# 19234 Victoriahibbs
19234 Victoriahibbs è un asteroide della fascia principale. Scoperto nel 1993, presenta un'orbita caratterizzata da un semiasse maggiore pari a 2,2630434 UA e da un'eccentricità di 0,2099796, inclinata di 24,78052° rispetto all'eclittica.